# Acartus rufus
Acartus rufus es una especie de escarabajo longicornio del género Acartus, tribu Acanthocinini, subfamilia Lamiinae. Fue descrita científicamente por Breuning en 1964.

## Descripción
Mide 6,5 milímetros de longitud.

## Distribución
Se distribuye por Zambia.